# Porchowok
Porchowok (ros. Порховок) – wieś (ros. деревня, trb. dieriewnia) w zachodniej Rosji, w osiedlu wiejskim Polistowskoje rejonu bieżanickiego w obwodzie pskowskim.

## Geografia
Miejscowość położona jest nad rzeką Pyłka, 4 km od centrum administracyjnego osiedla wiejskiego (Krasnyj Łucz), 19 km od centrum administracyjnego rejonu (Bieżanice), 138 km od stolicy obwodu (Psków).

## Demografia
W 2020 r. miejscowość nie posiadała mieszkańców.